# نخلان (جازان)
نخلان قرية في محافظة صبيا في منطقة جازان في المملكة العربية السعودية. تقع في الجزء الشمالي من محافظة صبيا يحدها من الشمال منطقة صحراوية ومن الجنوب صبيا ومن الشرق أم الشباقا والملحاء ومن الغرب جبلي عكوة (الشامي واليماني) والمدينة الصناعية والحسيني والكدمي والوحاشية.